# Entoria ishigakiensis
Entoria ishigakiensis är en insektsart som beskrevs av Tokuichi Shiraki 1935. Entoria ishigakiensis ingår i släktet Entoria och familjen Phasmatidae. Inga underarter finns listade i Catalogue of Life.